# Pacifique Goffint
Pacifique Goffint (Jemappes, 12 april 1800 - 7 juni 1877) was lid van het Belgisch Nationaal Congres.
Goffint werd advocaat in Bergen.
In november werd hij tot lid van het Nationaal Congres gekozen voor het arrondissement Bergen. Hij stemde meestal zoals de meerderheid: voor de onafhankelijkheidsverklaring, voor de eeuwigdurende uitsluiting van de Nassaus en voor de hertog van Nemours als staatshoofd. 
Hij was niet aanwezig bij de verkiezing van een regent en waarschijnlijk was hij van toen af niet meer bijzonder geïnteresseerd, wat uiteindelijk leidde tot zijn ontslag op 25 mei 1831. Goffint werd genoteerd als een voorstander van de aanhechting van België bij Frankrijk en als een antiklerikaal.